# Giuseppe Corneliani
Giuseppe Corneliani (Pavia, 9 aprile 1797 – Padova, 5 novembre 1855) è stato un medico italiano.

## Biografia
Nato a Pavia nel 1797, fece gli studi primari nella città natale. Si laureò all'Università di Pavia in medicina nel 1817.
Frequentò quindi la scuola biennale di perfezionamento all'Università di Vienna, riservata ai migliori allievi dell'Impero austro-ungarico.
All'Università di Pavia divenne professore di medicina teorica dal 1921 al 1824, quindi nel 1825 di patologia e materia medica e infine, dall'anno accademico 1832-1833, di clinica medica. Nel 1836 fu rettore.
Fu direttore per 12 anni dell'Ospedale Maggiore di Pavia.
Nel 1843 venne chiamato come successore di Franz Wilhelm Lippich sulla cattedra di clinica medica dell'Università di Padova, dove rimase fino alla morte nel 1855.
Fu socio di importanti accademie scientifiche.

## Opere
- Institutiones pathologiae generalis praelectionibus accademicis adcomodatae, 2 volumi, ex typographia Fusi et socii, Pavia 1829-1830.
- Formolario clinico corredato di osservazioni teorico-pratiche di materia medica ad uso degli scolari, Pavia: Fusi, 1831.
- Elogio del Profess. Vincenzo Rachetti letto nella grande aula dell'Imperiale Regia Università di Pavia il giorno 3 novembre 1832 per la solenne apertura di tutti gli studi, Pavia: dalla Tipografia Bizzoni, 1832.
- Esperienze ed osservazioni sull'uomo e sugli animali intorno alle virtù del Creosote, tipografia Pietro Bizzoni, Pavia 1835.
- Due storie ragionate di angina, Pavia 1835.
- Animadversiones in epidemias atque contages ad choleram morbum, tipografia Pietro Bizzoni, Pavia 1836.
- Sul diabete, Stamperia Fusi, Pavia 1840.
- Sulla origine, natura e profilassi della febbre tifoidea da parecchi anni dominante nelle Province Lombardo-Venete, in Atti delle adunanze dell'I.R. Istituto Veneto di Scienze, Lettere ed Arti, 1841.
- Formolario clinico corredato di osservazioni teorico-pratiche di materia medica ad uso degli scolari, 2ª ed. modificata ed ampliata dall'autore, Pavia : Fusi e Comp, 1841.
- De perfectione medicinae praxeos soeculi 18. et 19 in scholis italicis adepta, oratio Josephii Corneliani habita in Aula magna C. R. Archigymnasii Patavini die 16. novembris anii 1843, Venezia: Tipografia Andreola, 1844.
- Formolario clinico corredato di osservazioni teorico-pratiche di materia medica ad uso degli scolari, 3ª ed. con interessanti aggiunte dell'autore, Fusi, Pavia 1846.
- Sopra alcune utopie medico-filosofiche nate nel secolo XVIII: discorso inaugurale letto nella grand'aula dell'Imperiale Regia Università di Padova per l'apertura di tutti gli studi nel giorno 3 novembre 1847, Tipografia Penada, Padova 1848.
- Discorso per le solenni esequie del dottore Giuseppe Torresini, letto nella chiesa parrocchiale di Santa Giustina il giorno 17 febbraio 1848, Tipografia del Seminario, Padova, 1848.
- Sulla coltivazione dell'anatomia patologica in Italia, A. Bianchi, Padova 1853.
- Letture sopra nuovi metodi di cura della pneumonite fatte innanzi all'illustre Accademia di Padova, A. Bianchi, Padova 1853.
- Opuscolo sulla cotennazione del sangue e sulle applicazioni di alcuni principj alla teoria della flogosi, Padova 1854.
- Sulla letteratura classica degli antichi romani: discorso inaugurale letto nella grand'aula dell'Imperiale Regia Università di Padova per l'apertura di tutti gli studi nel giorno 3 novembre 1854, Stab. priv. di G. Antonelli, Padova 1855.